# Rodzina planetoidy Nysa
Rodzina planetoidy Nysa – jedna z rodzin planetoid z pasa głównego, w skład której wchodzą planetoidy charakteryzujące się podobnymi parametrami orbit i podobną budową do (44) Nysa. Alternatywnie rodzina ta nazywana bywa również od planetoidy (135) Hertha.
Wszystkie one krążą po trajektoriach zawierających się w przedziale od 2,41 do 2,5 j.a. od Słońca, ich nachylenie względem ekliptyki mieści się w przedziale od 1,5 do 4,3º, a mimośród od 0,12 do 0,21.
Obecnie znanych jest ok. 380 przedstawicielek tej rodziny.  
Do przedstawicielek należą m.in.:
- (44) Nysa
- (135) Hertha
- (142) Polana
- (750) Oskar
- (4659) Roddenberry
- (9926) 1981 EU41